# Крымское сельское поселение (Усть-Донецкий район)
Крымское сельское поселение — муниципальное образование в Усть-Донецком районе Ростовской области. 
Административный центр поселения — хутор Крымский.

## Административное устройство
В состав Крымского сельского поселения входят:
- хутор Крымский;
- хутор Виноградный;
- хутор Дубрава;
- хутор Ещеулов;
- хутор Ольховский.

## Население
| 2010  | 2012  | 2013  | 2014  | 2015  | 2016  | 2017  |
| ----- | ----- | ----- | ----- | ----- | ----- | ----- |
| 2289  | ↘2244 | ↘2183 | ↘2149 | ↘2126 | ↘2093 | ↘2087 |
| 2018  | 2019  | 2020  | 2021  | 2022  |       |       |
| ↘2080 | ↘2043 | ↘2032 | ↘2016 | ↘1965 |       |       |